# 술레이만 아타지드
술레이만 아타지드(아랍어: سليمان التاجر)는 아랍의 작가이다. 
성과 생몰년도는 불명이다. 외부인으로서는 처음으로 중국의 차와 도자기, 사회에 대해 서술했다.
인도와 중국을 여행한 이슬람 무역상으로만 알려져 있을 뿐 그의 생애와 행적에 관해서는 현전하지 않는다. 하지만 8세기 후반부터 조선술과 항해술의 발달로 육로를 대신해 바다를 통해 무역이 활발했기 때문에, 그의 연대기는 시대적 환경과 부합한다고 보여진다. 그의 연대기는 851년에 저술된 것으로 추정하나, 옮겨적어진 것일 수도 있다.